# José de la Peña y Aguayo
José de la Peña y Aguayo (Cabra, 16 de diciembre de 1801 – Madrid, 3 de noviembre de 1853) fue un abogado, militar, escritor español, ministro de Hacienda en 1836 y senador vitalicio en 1847. Es conocido especialmente por haber sido defensor de la heroína granadina Mariana Pineda.

## Vida y estudios
Nace en Cabra (Córdoba) el 16 de diciembre de 1801, siendo su padre el guardia de corps Ramón de la Peña y Benítez y su madre Nieves Aguayo y Román de Gárete. Estudió Filosofía en el Colegio de la Purísima Concepción de dicha ciudad, hoy IES Aguilar y Eslava. De allí pasó a la Universidad de Granada, donde cursó estudios de Jurisprudencia, obteniendo el título de abogado en enero de 1824.
Conoció personalmente a Mariana Pineda, probablemente porque la madre de esta, María de los Dolores Muñoz y Bueno, era de Lucena (municipio al lado de su ciudad natal) y una de sus más famosas obras fue, precisamente, una biografía de Mariana Pineda escrita en 1836. Con ella tuvo una hija, Luisa de la Peña y Pineda, nacida en 1829 y fallecida en 1854, que acogió tras la muerte de Mariana, reconoció mediante escritura pública en 1846 y nombró única heredera en su testamento otorgado en 1853.
José de la Peña muere el 3 de noviembre de 1853 en Madrid.

## Trabajos y cargos desempeñados
Fue profesor de Economía Política en el Colegio de la Purísima Concepción de Cabra, hoy IES Aguilar y Eslava, donde había estudiado. Ejerció como abogado en Granada hasta 1823 y fue reconocido como un eminente jurisconsulto. Ejerció como abogado en importantes causas como la defensa de los canónigos de Toledo, la de Manuel Godoy, Príncipe de la Paz.
A la muerte de Fernando VII, se nombra un consejo de gobierno cuyo secretario era el conde de Ofalia. José de la Peña fue nombrado oficial mayor de dicha Secretaría.
Secretario de Su Majestad Isabel II con ejercicios de decretos. Durante un tiempo fue intendente de Palacio. Fue diputado por Córdoba en las Cortes constituyentes que revisaron el Estatuto real y diputado por Málaga en las siguientes elecciones a Cortes. 
Cuando la Constitución de 1812 es restablecida en agosto de 1836, abandona sus cargos y vuelve a ejercer la abogacía libre. Protagonizó la defensa de Mariana Pineda e incluso llegar a ser su biógrafo.
Durante el reinado de Isabel II llegó a ocupar la cartera del Ministerio de Hacienda en 1846 en el gobierno del marqués de Miraflores, entre otros cargos.
Fue condecorado con la Cruz y Placa de la Orden de Carlos III.

## Obras escritas
- Discurso histórico-legal sobre la sucesión de la corona.
- El juicio de los jurados para conocer de la causa contra los canónigos de la Santa iglesia primada de Toledo.
- Vida de Dª Mariana Pineda.
- Tratado de la hacienda de España.
- Defensa del Príncipe de la Paz.